# Белокуров, Леонид Анатольевич
Леони́д Анато́льевич Белоку́ров (настоящая фамилия Барн) (20 января 1922, Москва — 12 декабря 2003, там же) — советский кинодраматург, создатель сценариев художественных, документальных и научно-популярных фильмов. Также работал в мультипликации. Заслуженный деятель искусств РСФСР (1989).

## Биография
Родился в Москве. Обучался во ВГИКе. Во время Великой Отечественной войны вместе со всем курсом вступил в ряды народного ополчения. В 1943 году окончил сценарный факультет. Работал редактором сценарной студии и Главка по производству художественных фильмов.
Более 50 лет как редактор и сценарист сотрудничал со Студией научно-популярных фильмов («Моснаучфильм», затем «Центрнаучфильм»). Специализировался на географических и природоведческих фильмах, а также биографических лентах о жизни выдающихся деятелей искусства.
C 1945 года пробует себя в игровом кино. Участвовал в создании сценариев для фильмов «Непокорённые» Марка Донского (в титрах не указан) и «Последний дюйм» по одноимённому рассказу Джеймса Олдриджа. Совместно с Агаси Бабаяном создал трилогию о приключениях рыси на основе произведений Виталия Бианки.
С 1959 года также писал сценарии для мультипликационных фильмов. Плодотворно сотрудничал с режиссёром Романом Давыдом. Их самой известной совместной работой стал сериал «Маугли» по мотивам «Книги джунглей» писателя Редьярда Киплинга, выходивший с 1967 по 1971 год. В 1973 году серии были смонтированы в полнометражный фильм.
Кроме того, как киновед выступил автором статей в тематических сборниках («Ежегодник кино. 1956»; «Научно-популярный фильм») и периодических изданиях.
Последние годы Леонид Анатольевич судился с руководством киностудии «Союзмультфильм» (на тот момент ФГУП «Киностудия „Союзмультфильм“»), обвиняя его в нарушении авторского права и невыплате отчислений. Хотя суд обязал студию в принудительном порядке выплачивать вознаграждение за прокат мультфильма, её руководство отказалось это делать, сославшись на то, что закон «Об авторском праве и смежных правах» был принят лишь в 1993 году. После смерти Белокурова его вдова Гаяне Аветовна Энгеева направила новый иск, требуя признать за ней исключительное авторское право на использование мультфильма «Маугли» и взыскать с ответчика 1,5 миллиона рублей. По словам адвоката, ответчик не являлся наследником советской киностудии и не имел права распоряжаться мультфильмом.
Леонид Белокуров скончался 12 декабря 2003 года, похоронен на Головинском кладбище.

## Фильмография

### Художественное кино
- 1945 — Непокорённые (совместно с Борисом Горбатовым и Марком Донским, в титрах не указан)
- 1958 — Последний дюйм
- 1969 — Король гор и другие (совместно с Борисом Долиным и Михаилом Витухновским)
- 1971 — Тропой бескорыстной любви
- 1973 — Он пришёл (телеспектакль по мотивам пьесы Д. Б. Пристли «Визит инспектора»)
- 1981—1982 — Мишка, Малыш и другие (совместно с Агаси Бабаяном)
- 1982 — Рысь выходит на тропу (совместно с Агаси Бабаяном и Николаем Кемарским)
- 1986 — Рысь возвращается (совместно с Агаси Бабаяном)

### Мультипликация
- 1959 — Легенда о завещании мавра
- 1960 — Старик Перекати-поле (совместно с Александром Беляковым)
- 1965 — Гунан-Батор
- 1967—1971 — Маугли
- 1972 — Фока – на все руки дока
- 1985 — Сказ о Евпатии Коловрате

### Документальное кино
- 1947 — Остров Ионы
- 1949 — Озеро Таймыр
- 1950 — В краю вулканов
- 1955 — Сикстинская мадонна
- 1957 — В горах Саянских
- 1958 — Чайковский (совместно с Борисом Ярустовским)
- 1958 — Имени Чайковского (совместно с Леонидом Браславским)
- 1965 — Семь советских песен (совместно с Семёном Райтбургом)
- 1965 — Поэзия обыкновенная (о художнике Ю. И. Пименове)
- 1966 — Болдинская осень
- 1966 — Дмитрий Шостакович
- 1966 — Третья встреча
- 1967 — Играет Леонид Коган
- 1970 — Композитор Родион Щедрин (совместно с Михаилом Капустиным)
- 1972 — Домбай — горы и легенды
- 1973 — Борис Бабочкин
- 1973 — Театр имени Маяковского
- 1973 — К берегам далёкой Океании
- 1975 — Пятый международный (о Международном конкурсе имени П. И. Чайковского)
- 1979 — Владимир Шнейдеров
- 1981 — Шостакович: композитор и время
- 1981 — Бороться и искать (совместно с Николаем Кемарским)
- 1986 — Скульптор Томский. Дело всей жизни (о скульпторе Н. В. Томском)